# Les Quatre Éléments (Arcimboldo)
Les Quatre Éléments (en italien, I quattro elementi) est une série de tableaux réalisés en peinture à l'huile sur panneau de bois de chêne par Giuseppe Arcimboldo en 1566. Ils sont offerts à Maximilien II de Habsbourg en même temps que Les Quatre Saisons, et représentent la symbolique des quatre éléments : l'Air, le Feu, la Terre et l'Eau.

## Historique
La série des Quatre Éléments est réalisée en 1566,.

## Description
Comme dans Les Quatre Saisons, les tableaux représentent chacun un portrait. Deux des portraits (L'Air et La Terre) regardent vers la droite, les deux autres (L'Eau et Le Feu) vers la gauche se faisant face deux par deux.
L'allégorie de l'Air est un visage composé de dizaines d'oiseaux. Le portrait symbolisant le Feu a une chevelure enflammée, mais est composé par ailleurs d'armes à feu et de briquets, étoupes et allumettes. Le visage de La Terre est composé de mammifères terrestres européens ou exotiques. Enfin, l'allégorie de l'Eau est une accumulation de créatures marines.

## Interprétation
La série des Quatre Éléments est liée à celle des Quatre Saisons. Le poème de Giovanni Battista Fonteo qui accompagne ces séries décrit ainsi les liens entre les séries : 

« L’Été est chaud et sec comme le Feu. L'Hiver est froid et humide comme l'Eau. L'Air et le Printemps sont tous deux chauds et humides et l'Automne et la Terre sont tous deux froids et sec,. »

Les tableaux peuvent également être regardés avec un second niveau de lecture. Les œuvres d'Arcimboldo possèdent souvent une dimension allégorique ou un sens caché second. Ainsi le Feu peut être considéré comme une allégorie de la puissance militaire du Saint-Empire romain germanique.

Présentation de l'ensemble
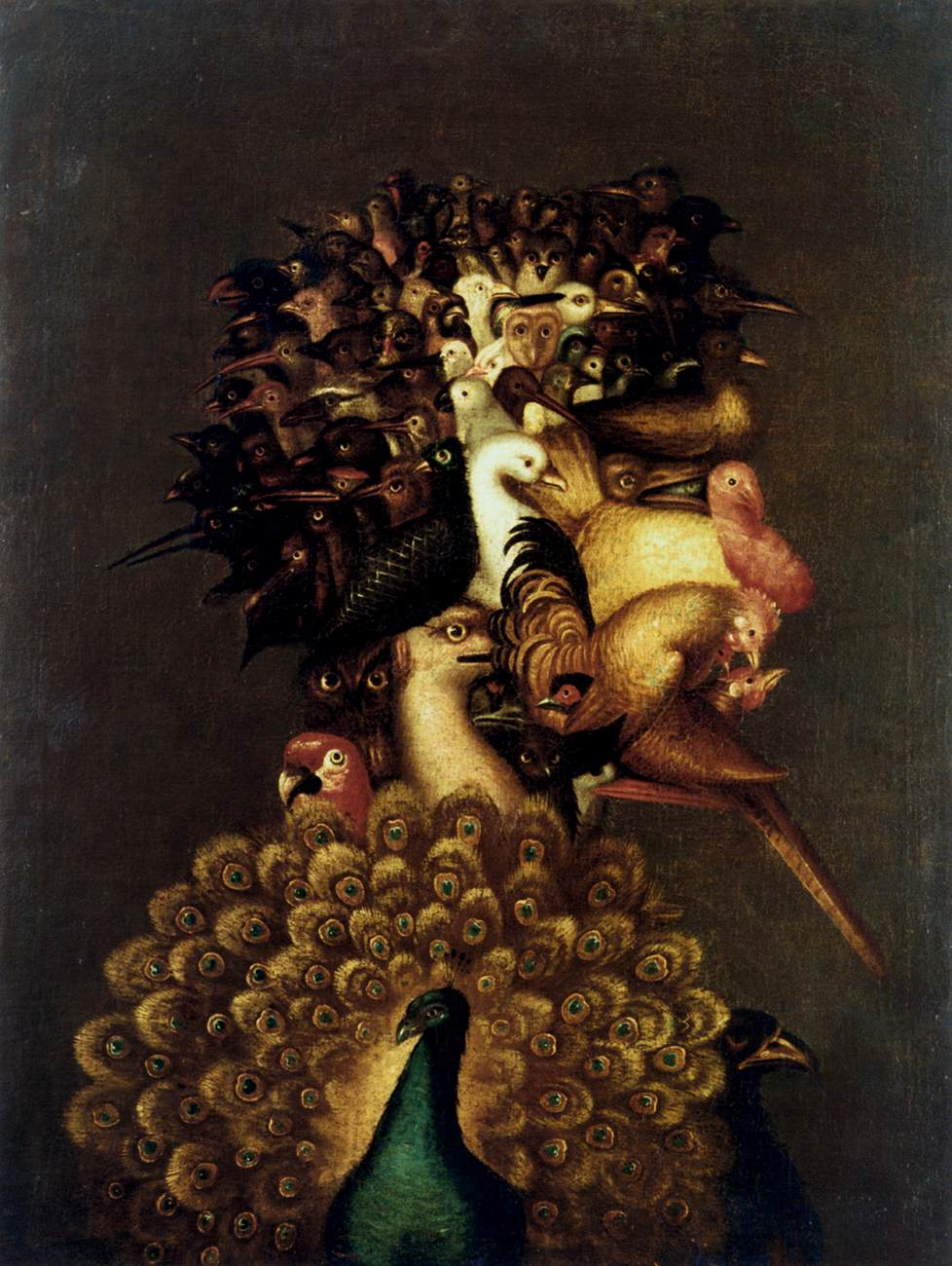
L'Air.
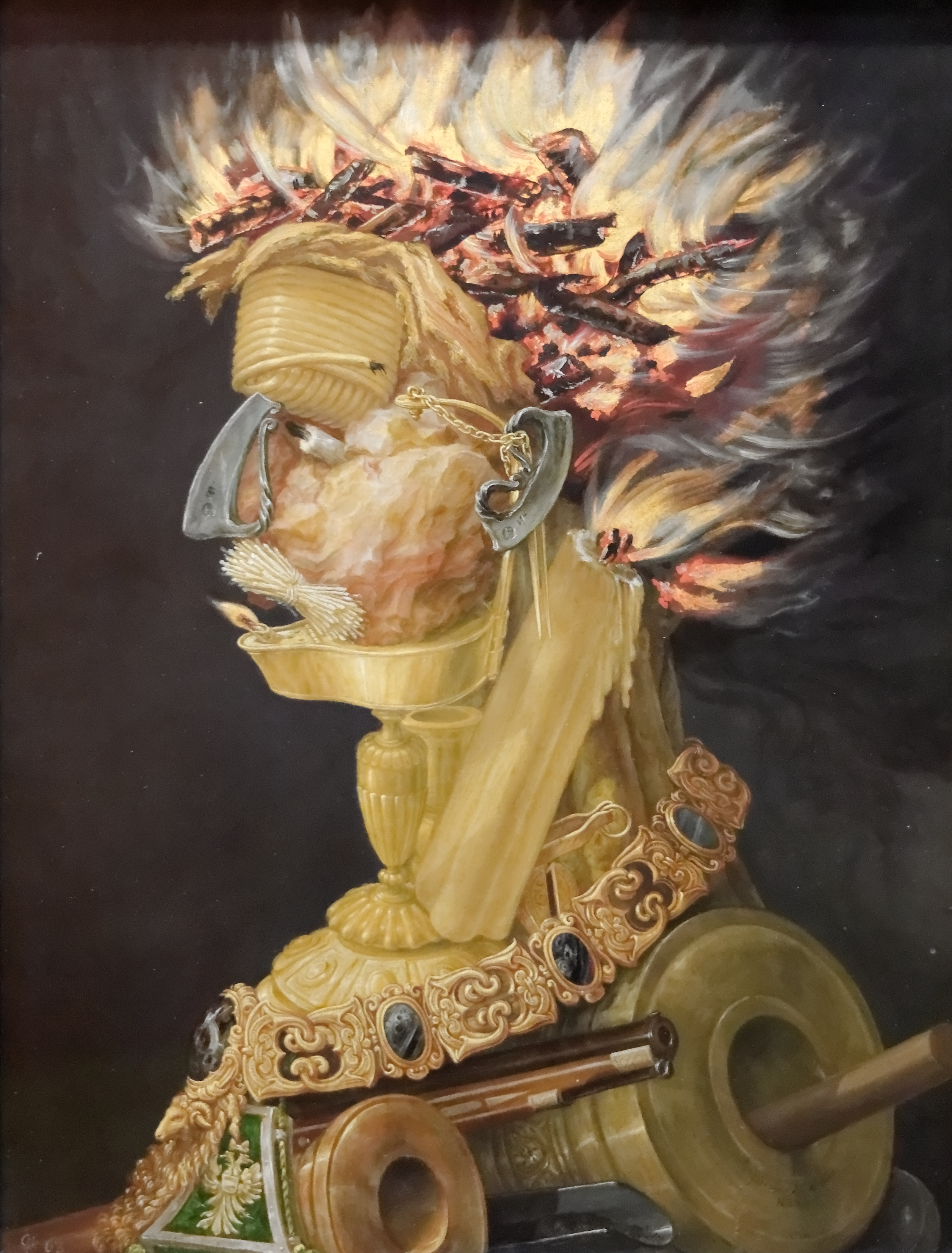
Le Feu.
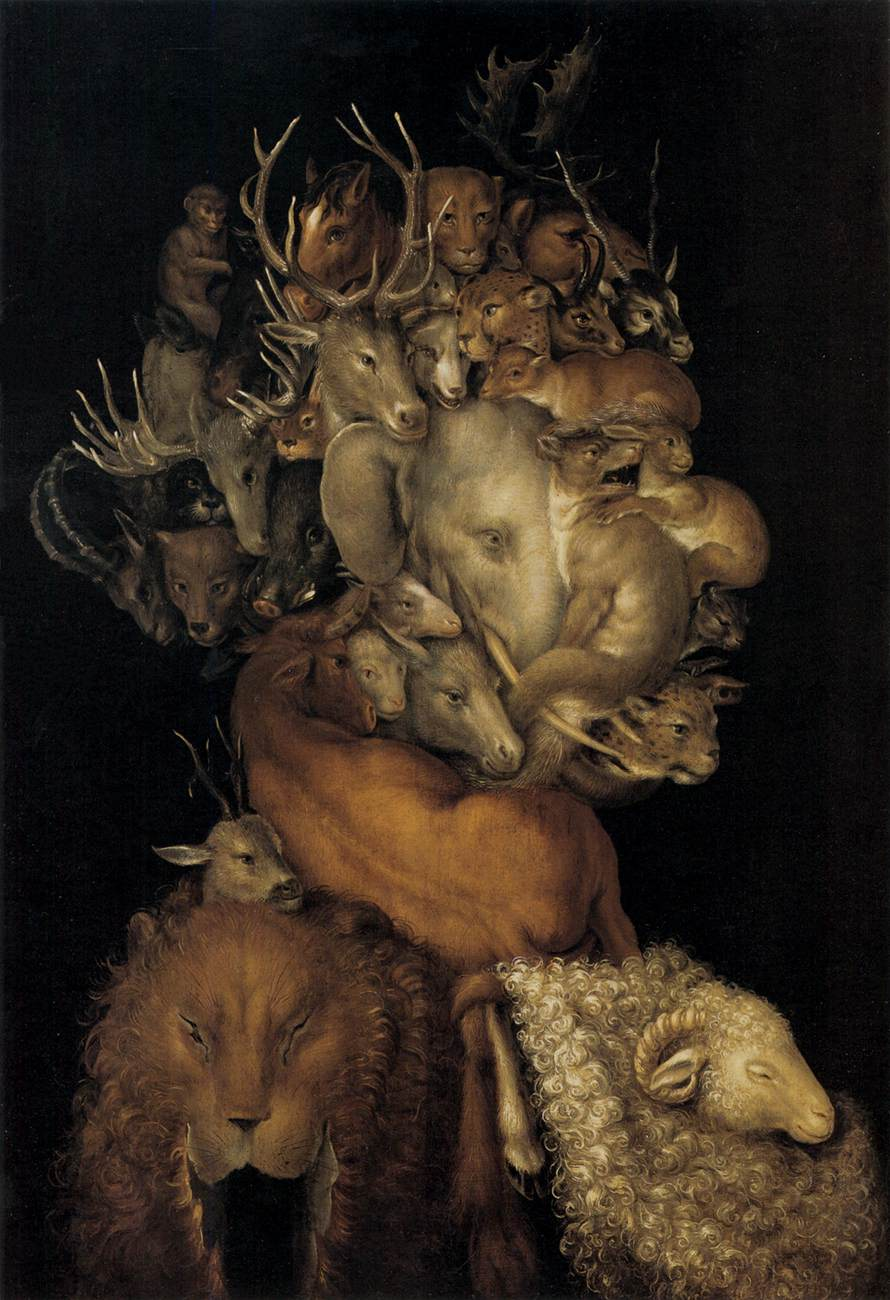
La Terre.
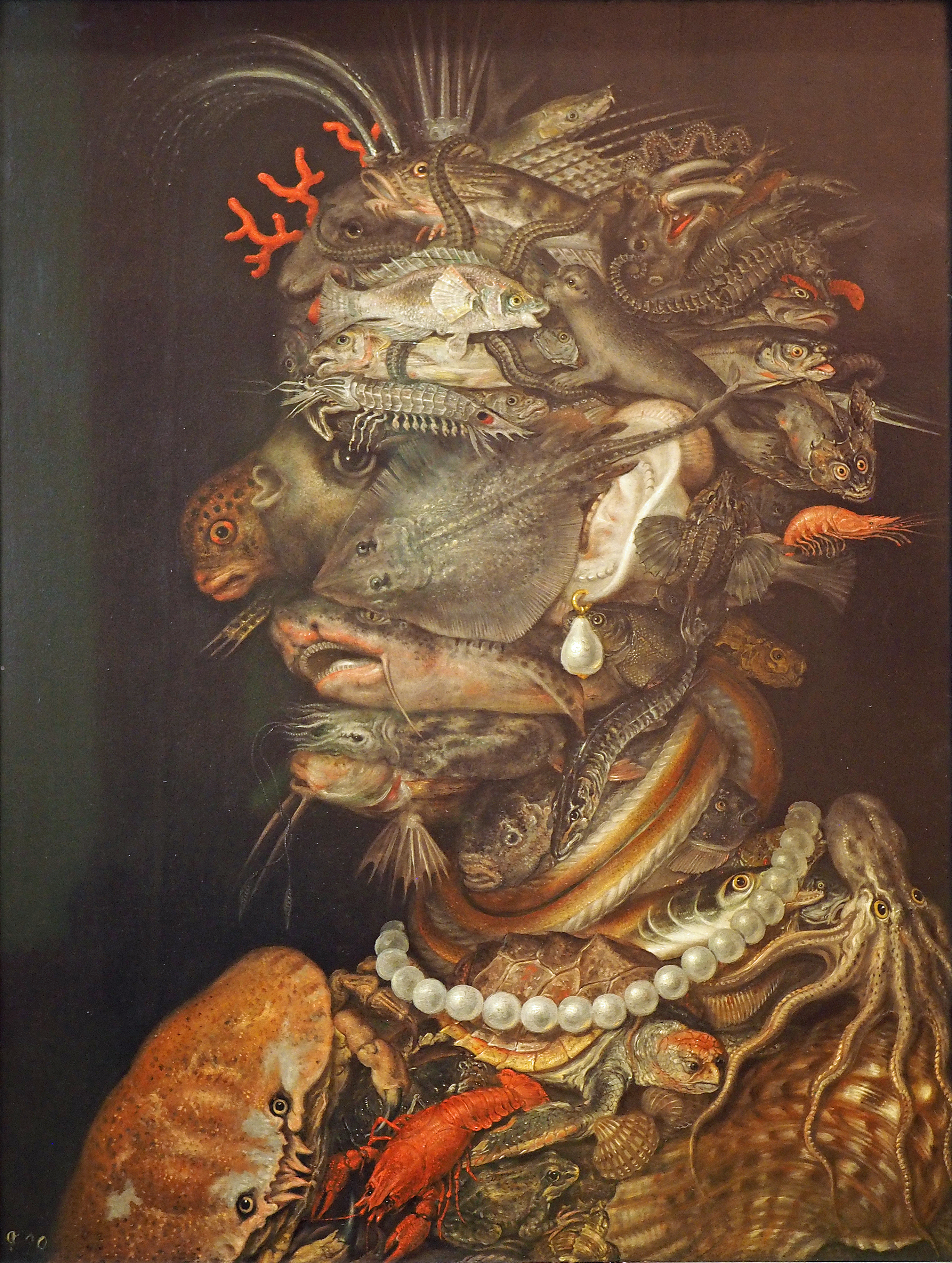
L'Eau.